# Нойенкирхен (Мекленбург-Штрелиц)
Нойенкирхен (нем. Neuenkirchen) — община в Германии, в земле Мекленбург-Передняя Померания.
Входит в состав района Мекленбург-Штрелиц. Подчиняется управлению Неферин. Население составляет 1148 человек (на 31 декабря 2010 года). Занимает площадь 23,08 км².